# قسم طاغنكوة الشمالي الريفي (مقاطعة فيروزة)
قسم طاغنكوة الشمالي الريفي (بالفارسية: دهستان طاغنکوه شمالی) هي منطقة ريفية تقع في Taghenkoh District في إيران. يقدر عدد سكانها بـ 14,422 نسمة.